# Серпуха
Серпу́ха (лат. Serrátula) — род многолетних растений семейства Астровые или Сложноцветные (Asteraceae).

## Ботаническое описание
Растения — многолетние травы высотой от 15 до 90 см.
Соцветия — многоцветковые корзинки с черепитчатой обёрткой. Цветки трубчатые, в основном двуполые, от бело-розоватого до пурпурного цвета.
Плод — семянка с хохолком.

## Хозяйственное значение и применение
Во время цветения привлекает насекомых как медонос.
Сок жёлтого цвета, ранее широко применялся как краситель для шерсти.

## Распространение и среда обитания
Родина — Старый Свет (на востоке до Сибири и на юге до Средней Азии), но встречается и в Северной Америке.
Серпуха венценосная произрастает в средней и южной части европейской территории бывшего СССР, на Кавказе, в Средней Азии и Сибири. Серпуха красильная встречается в Прибалтике и в средней и южной полосе европейской части.

## Классификация
Выделяют от 25 до 70 видов серпух. Иногда некоторые виды выделяют в отдельный род Klasea, тогда количество видов сокращается до 20. По информации базы данных The Plant List (на август 2016) род включает 40 видов:
- Serratula alata Desf.
- Serratula alatavica C.A.Mey. — Серпуха алатавская
- Serratula algida Iljin
- Serratula angulata Kar. & Kir. — Серпуха угловатая
- Serratula aphyllopoda Iljin — Серпуха голоногая
- Serratula bachtiarica Boiss. & Hausskn. ex Boiss.
- Serratula baetica Boiss.
- Serratula cardunculus (Pall.) Schischk.
- Serratula centauroides L.
- Serratula chanetii H.Lév.
- Serratula chartacea C.Winkl.
- Serratula chinensis S.Moore
- Serratula coriacea Fisch. & C.A.Mey.
- Serratula coronata L. — Серпуха венценосная
- Serratula cupuliformis Nakai & Kitag.
- Serratula dissecta Ledeb. — Серпуха рассечённая
- Serratula dshungarica Iljin
- Serratula erucifolia (L.) Boriss. — Серпуха эруколистная
- Serratula forrestii Iljin
- Serratula gracillima Rech.f.
- Serratula hastifolia Korovin & Kult. ex Iljin
- Serratula kirghisorum Iljin
- Serratula lancifolia Zakirov
- Serratula latifolia Boiss.
- Serratula lyratifolia Schrenk
- Serratula marginata Tausch
- Serratula melacheila Boiss. & Hausskn.
- Serratula pallida DC.
- Serratula polycephala Iljin
- Serratula procumbens Regel
- Serratula rugulosa Iljin
- Serratula salsa Pall. ex M.Bieb.
- Serratula scordium Lour.
- Serratula sogdiana Bunge
- Serratula strangulata Iljin
- Serratula suffruticosa Schrenk
- Serratula suffulta Rech.f.
- Serratula tilesii Ledeb.
- Serratula tinctoria L. typus[2] — Серпуха красильная
- Serratula viciifolia Boiss. & Hausskn.